# Arcidiecéze Pontianak
Arcidiecéze Pontianak je římskokatolická metropolitní arcidiecéze, nacházející se v Indonésii.

## Území
Arcidiecéze zahrnuje část území Západního Kalimantanu.
Biskupským sídlem je město Pontianak, kde se nachází hlavní chrám diecéze, Katedrála svatého Josefa.
Rozděluje se do 29 farností.
Církevní provincie:
- diecéze Ketapang
- diecéze Sanggau
- diecéze Sintang

## Historie
Dne 11. února 1905 byla dekretem Ut in multiplicibus Kongregace pro šíření víry zřízena z části území apoštolského vikariátu Batavia apoštolská prefektura Nizozemské Borneo.
Dne 13. března 1918 byla prefektura brevem Quae catholico nomini papeže Benedikta XV. povýšena na apoštolský vikariát.
Dne 21. května 1938 byl vikariát přejmenován na Pontianak, a současně bylo část území území včleněno do nové apoštolské prefektury Banjarmasin.
Dne 11. března 1948 bylo část území včleněno do apoštolské prefektury Sintang a 14. června 1954 do apoštolské prefektury Ketapang.
Dne 3. ledna 1961 byl vikariát bulou Quod Christus papeže Jana XXIII. povýšen na metropolitní arcidiecézi. Součástí nové církevní provincie se staly: diecéze Bandjarmasin, Ketapang, Samarinda a Sintang.
Dne 9. dubna 1968 bylo část území převedeno do apoštolské prefektury Sekadau.

## Seznam biskupů a arcibiskupů
- 1905–1933 Jan Pacificus Bos, O.F.M.Cap.
- 1934–1957 Tarcisius Henricus Josephus van Valenberg, O.F.M.Cap.
- 1957–1976 Herculanus Joannes Maria van der Burgt, O.F.M.Cap.
- 1977–2014 Hieronymus Herculanus Bumbun, O.F.M.Cap.
- od 2014 Agustinus Agus